# Казарма

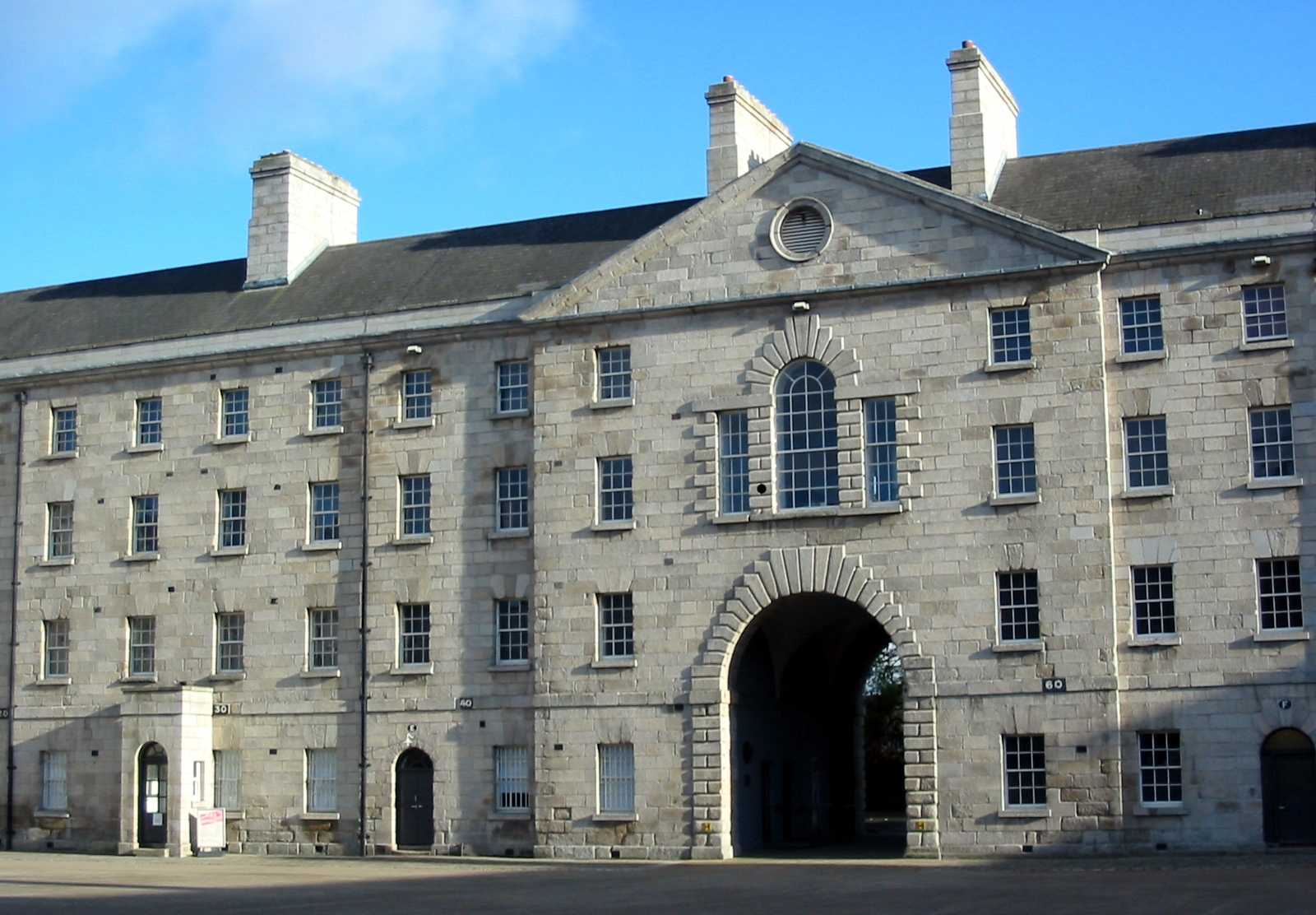
Казарма в Ірландії

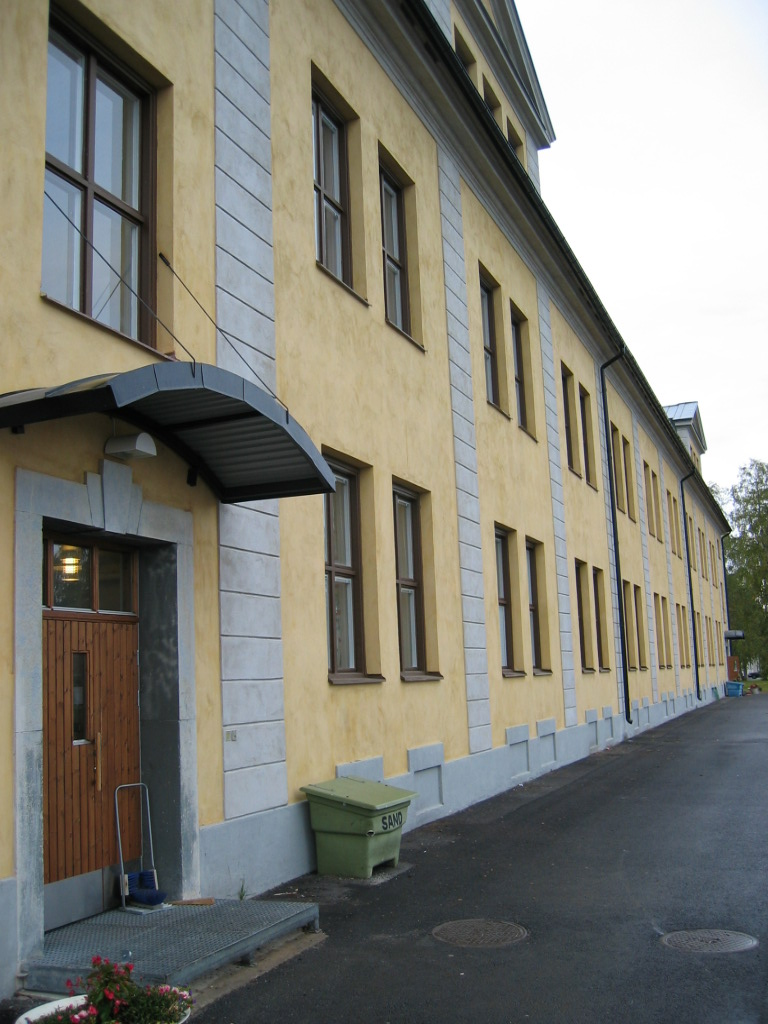
Казарма в Швеції

Каза́рма — споруда, призначена для тривалого розташування військового формування.

## Етимологія
Походження слова казарма можливо пов'язане з арабським словом аль-Казр, що у свою чергу утворено з латинського лат. castrum (укріплений військовий табір). Схожі позначення можна знайти в багатьох романських мовах:
- фр. caserne з лат. quaderna, що позначало вахту для 4 солдатів;
- похідне з ісп. caserna «великий будинок»;
- спотворення італ. casa d'arma «будинок зброї».

## Історія
Казарми вже були відомі в Римській імперії. Тоді в казармах було все, що солдатам потрібно для повсякденного життя. У казармах були пекарі, чоботарі і інші ремісники. Під кінець XVII століття з виникненням «постійних військ» розвинулося будівництво казарм. До цього солдатів поселяли у звичайних житлових будинках.
У XVIII столітті в Пруссії в казармах жили сім'ї військових.
Казарми XIX століття у Німеччині слугували винятково для розквартирування солдатів. Будували будівлі різних розмірів, для розташування рот або батальйонів. Часто для кожної роти був призначений окремий поверх, при цьому біля сходів були кімнати унтер-офіцерів для кращого контролю над рядовими.
Казарменні містечка сьогодні, як правило, огороджені високими стінами з колючим дротом і їх охороняють озброєні підрозділи.